# さくらDISCORD
『さくらDISCORD』（さくらディスコード）は、増田英二による日本の漫画作品。『週刊少年チャンピオン』（秋田書店）にて、2011年40号から2012年34号まで連載。名前に「さくら」を持つ6人の高校生が織りなす友情や恋愛を描いた青春漫画。キャッチフレーズは「泣いて、笑って、高二の青春!」。作品名の「DISCORD」は「不協和音」を意味しており、「6人がぶつかり合って不協和音を奏でながらもやっていき、やがては綺麗な和音を奏でる」という意味が込められている。

## あらすじ
主人公・作楽康介は高校2年時に転校した先の学校で、名前に「さくら」を持つ5人のクラスメイトと出会う。中学時代に野球部で1勝も挙げられなかった経験から努力することを諦めかけていた康介は、幼馴染の桜ノ宮さくらに触発され、再び前向きな気持ちを取り戻してゆく。転校から2週間後に行われる球技大会に向けて、康介が桜ノ宮ら3人の幼馴染と協力し、6人の「さくら」を1つに結束させるところから物語は始まる。6人の「さくら」は、互いの主義主張をぶつけ合いながら、共に青春を歩んでゆく。

## 登場人物

### 6人の「さくら」
作楽 康介（さくら こうすけ） / 「こーちゃん」「康介」
本作の主人公。不器用かつ愚直な性格でどこかさめているところがある。中学時代は野球部に所属。弱小ゆえにあきらめムードでやる気のない先輩達に「一勝をプレゼントする」と約束し頑張ったものの、先輩の最終試合に自分のエラーにより試合に勝てず、約束を果たせぬまま先輩達が卒業してしまう。そのショックで退部し以来野球から遠ざかり、半ばトラウマとなっていた。高校2年時に4年ぶりに生まれ育った故郷に戻ってきて、転校先の高校で幼馴染3人を含めた5人の「さくら」と出会う。さくらの形をしたピアスをいつもしている。
高校卒業後の進路は就職。
桜ノ宮 さくら（さくらのみや さくら） / 「ノ宮」「ミヤ」
本作のヒロイン。康介の幼馴染で同じ団地に住んでおり、康介が引っ越すときに一番泣いていた。基本的に常にハイテンションで、特技は水切り。遅刻魔。大のドーナツ好き。6人のさくら達のグループ名として「THE☆さくら」を考案したが、誰にも賛同してもらえていない。一人暮らしで、芽吹が家出の際には住処を提供した。
髪型が個性的なさくら網。私服は常にオーバーオールを着用している。携帯電話は所有していない。高2の夏休みに「THE☆さくら」の合宿を企画し、そこで新たな2人のさくらと出会う。
高校卒業後の進路は就職。
桜島 結太（さくらじま ゆうた） / 「島」「島公」
康介の幼馴染。緑色の短髪のボサボサ頭で、住吉やハルカから「芝生頭」「芝生」と呼ばれることもしばしば。
桜ノ宮が初恋の人であり、いつからか桜ノ宮と康介の仲に対して強いコンプレックスと嫉妬心を抱き、胸を張って眠れない惨めな夜を毎日迎えるようになる。康介が転校して居なくなった後に、桜ノ宮の気を引くために自分が陸上部のエースであると嘘をついてしまったことを先輩に聞かれ、あっという間に陸上部に居場所が無くなった。
康介が帰ってきて、桜ノ宮に対して嘘を吐く理由を問い詰められてくじけて丘に慰められているところ、桜ノ宮に目撃される。島はいままでの嘘を桜ノ宮に打ち明けるが、そんな島に対して桜ノ宮は軽蔑などはしなかった。丘には高い信頼を置いているが、桜ノ宮への想いを住吉にばらされてしまった。
色恋沙汰が好きな性格は自他共に認めるところで、康介にピアスの贈り主が女性であるか否かを尋ね、住吉に康介への想いを聞くなどしている。女性から軽く扱われることが多く、特に住吉からは、金的、頭を刈られる（未遂）、パシリなど散々な扱いを受けているが、一方で住吉への挑戦的な発言が物語のトリガーとなることも多い。
高校卒業後、体育大学へ進学。
桜ケ丘 奏（さくらがおか かなで） / 「丘」「丘ぴょん」
康介の幼馴染。実家は園芸店。運動は苦手で、全くといっていいほど体力が無い。読書家のためか、詩的な表現を好み、作中における「さくらDISCORD」の名付け親でもある。普段は大抵ボンヤリしており、周囲の空気が読めないが、シリアスになると一変する。
高校1年生の時に芽吹と知り合う。芽吹と付き合う中で彼女が異常な家庭環境で育ってきたことを知り、その問題を解決しようと試みるも失敗に終わり、せめて家族の外に彼女の居場所を作ろうとするが、芽吹との距離は開いていった。そして、康介が帰ってきたことにより、叶わないはずの冬にした約束が動きだし変化する。
高校卒業後、国立大学へ進学。
住吉 さくら（すみよし さくら）/ 「住吉」「ヨッシー」「スミ」
5人目のさくら。中学校で桜ノ宮たちと知り合う。堅物で群れるのが嫌いだと周囲から思われている。
小学生の時に両親が離婚し、現在は母親と弟・貴樹との3人暮らし。病弱な母親とまだ幼い弟の面倒を見るため、敢えて周囲の人間との付き合いを避けるようになり、それを見兼ねた桜ノ宮に交友を迫られる。初めは疎ましく感じていたものの、次第に打ち解けやがて桜ノ宮に対して心を開くが、母親の病状が悪化したのを契機に再び心を閉ざし、一層周囲の人間を拒絶するようになった。
高校2年生の時に康介が転校してきて、球技大会の練習の人集めのために康介や桜ノ宮に説得されたのをきっかけに桜ノ宮と和解に至る。その後は本来の優しい性格を取り戻し、他の5人の「さくら」と付き合っている。
和解後は島の悩みを解決するために康介と協力するなど、積極的に他人と関わろうとしている。康介に対し恋心を抱くようになる。
高校卒業後、調理師の専門学校へ進学。
芽吹 さくら（めぶき さくら） / 「芽吹」「ブッキー」
6人目のさくら。いつもガムを噛んでおり、何を考えているかわからず、つかみどころのない女子。裕福な家庭に育ち、両親と兄・真也と共に4人暮らしをしている。
幼少時から運動や勉強など様々な方面で才覚を示し、中でもピアノは通っていたピアノ教室でその才能を認められるほどであったが、周囲の期待に応えようと必死に練習するうちに自分の存在が見えなくなっていたことに気付き、その時には楽しい日常の音は聞こえなくなっていた。このころから家族に大きな亀裂が生じ家族の音は止まってしまった。そんな最中、康介に告白をして、なにも無い自分の中のあきらめ切れない気持ちに決着をつけようとしたが、冬にした約束が動きだしたことで変化する。
女性ながら、康介を蹴り飛ばす、2階から地上に飛び降りるなど高い身体能力を持つ。物事に動じない性格をしており、普段は内面を表情には出さないが、服装を丘に褒められて赤面するなど、年齢相応の女性らしい面も持つ。
6人の「さくら」が知り合って初期のころから、康介と住吉の言い争いを中断させるために嘘を吐いたり、島が康介や桜ノ宮に隠していた秘密を康介に暴露したりなど、自身のことは語らずとも6人の「さくら」の結束のために動いている節があった。
高校卒業後は、音楽大学への進学を目標として修業中。

### 康介の中学時代の野球部員
桜 ハルカ（さくら ハルカ） / 「ハルカ」「アネゴ」
野球部の元マネージャー。右耳に康介のピアスと対になるピアスをつけている。長身で、康介を軽々と持ち上げるほどの怪力。修一とは二卵性の双子。
桜 修一（さくら しゅういち）
野球部の元キャプテン。ハルカとは二卵性の双子。
黒木（くろき）
康介の一学年上の先輩。

### その他の人物
桜 幸助（さくら こうすけ）
修一とハルカの弟。物語開始時点では既に故人。
斎藤（さいとう）
康介のクラスの担任をつとめる女性教師。容姿が作者の前作『透明人間の作り方』の斉藤ミキに似ている。

## 物語の舞台
この物語は、架空の街、兵庫県姫路市瀬尾見を舞台としている。作中の背景、および瀬尾見の地図などから、瀬尾見は実在の都市網干をモデルにしていると考えられている。網干駅周辺や網干なぎさ公園、龍門寺などが登場する。

## 書誌情報
- 増田英二『さくらDISCORD』 秋田書店〈少年チャンピオン・コミックス〉、全5巻
  1. 2012年1月6日発売 ISBN 978-4-253-20642-6
  2. 2012年3月8日発売 ISBN 978-4-253-20643-3
  3. 2012年5月8日発売 ISBN 978-4-253-20644-0
  4. 2012年7月6日発売 ISBN 978-4-253-20645-7
  5. 2012年9月7日発売 ISBN 978-4-253-20646-4